# Little Lambs Educational Trust
Little Lambs Educational Trust är en hjälporganisation som driver skolan Little Lambs School och som startades av Maria Gislén från Mariestad 2001.
Little Lambs Educational Trusts vision är att ge de fattiga barn de hjälper en ny start i livet (Give them a new start in life). Organisationen arbetar med att hjälpa barn i Chennai i södra Indien genom att erbjuda eller stödja utbildning från förskola till högskola. Detta sker med små klasser och hög kvalitet. Skolan samarbetar med Magnarpsskolan i Ängelholms kommun. Det går idag omkring 250 elever på skolan.
Little Lambs Educational Trust driver idag följande verksamheter:
- Förskola
- Grundskola från klass 1-8
- Ekonomiskt stöd för barn som gått på Little Lambs School från klass 9-12 i andra skolor
- Ekonomiskt stöd för barn som gått på Little Lambs School på högskolor
- Barnhem för små barn
- Barnhem för störree pojkar
- Barnhem för större flickor
- Lägerverksamhet

Skolan har förutom lärare och administrativ personal en socialarbetare och en psykolog.